# Sint-Norbertuskerk (Antwerpen)

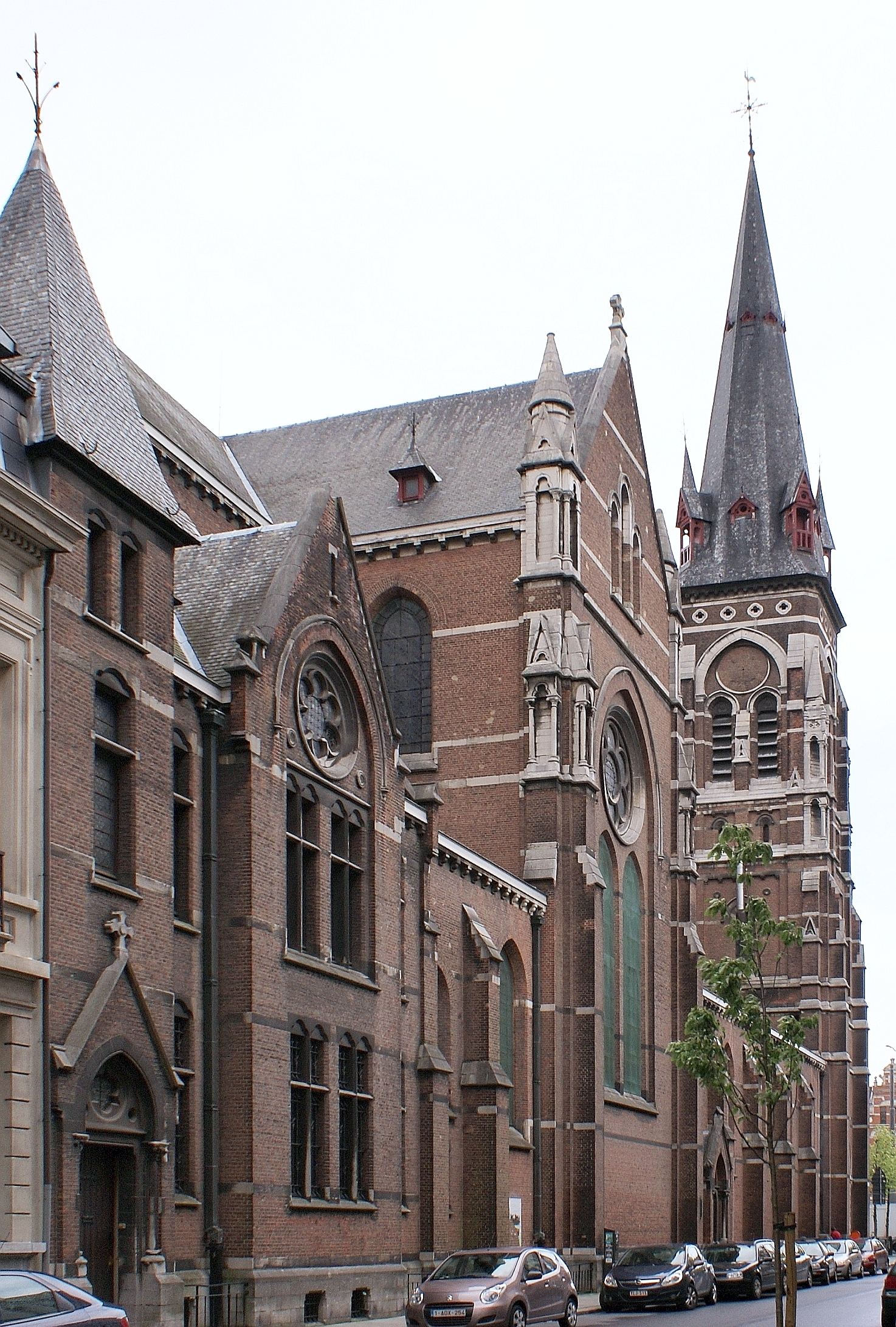
Zicht vanuit de Korte Altaarstraat

De Sint-Norbertuskerk is een neogotische kerk in Antwerpen. Het gebouw bevindt zich in de wijk Zurenborg, op de hoek van de Dageraadplaats en de Korte Altaarstraat. Deze wijk heeft een eclectische bebouwing. Zij is gelegen in het grensgebied van de  Antwerpse districten Antwerpen, Berchem en Borgerhout.

## Geschiedenis
Omstreeks 1850 waren er op Zurenborg, op enkele uitzonderingen na, bijna geen wegen aangelegd. Het grootste gedeelte van het gebied bestond uit weilanden, boomgaarden en enkele boerderijen. Tussen 1860 en 1865 werden de Antwerpse stadswallen gesloopt en de grachten gedempt. Omstreeks die tijd kwam rondom de spoorweg een belangrijke stadsexpansie op gang: dit had tot gevolg dat buiten de stadsmuren nieuwe wegen werden aangelegd, en dat aanvang werd gemaakt met belangrijke bouwprogramma's.

Op 10 november 1881 werd een vastgoedvennootschap in het leven geroepen door leden uit de adelstand: John Cogels en Edouard Osy. Deze vennootschap had tot doel het rurale Zurenborg om te vormen tot stedelijk gebied.
De Zurenborgse wijk ressorteerde op kerkelijk vlak onder de parochies van Sint-Willibrordus te Berchem, alsook Sint-Willibrordus te Antwerpen enerzijds en Sint-Jozef te Antwerpen anderzijds. De toegangswegen tot deze drie kerken liepen door akkers en weiden. Gezien de moeilijke bereikbaarheid, mocht in de nieuwe wijk een gebedshuis niet ontbreken en bijgevolg werd zeer spoedig, reeds op 24 juli 1883, op de Dageraadplaats een voorlopige kapel naar een ontwerp van Albert Arnou in gebruik genomen.
Deze voorloper van de huidige Sint-Norbertuskerk werd bediend door E.H. Karel Van Aerden (1848 - 1912), die voordien werkzaam was in de parochie van Sint-Antonius van Padua te Antwerpen op de Paardenmarkt.
De kapel werd bij Koninklijk Besluit van 11 februari 1886 verheven tot succursale kerk. De parochie stelde Onze-Lieve-Vrouw van Altijddurende Bijstand voor als patroon, maar kardinaal Petrus Lambertus Goossens adviseerde om historische redenen een voorkeur voor Sint-Norbertus. Inderdaad, ingevolge de verbeurdverklaring door de Franse overheerser in België was anno 1797 de Sint-Michielsabdij van de premonstratenzers (opgericht in 1124 tussen de Kloosterstraat en de Sint-Michielskaai) verdwenen. St-Norbertus had er in het jaar 1124 persoonlijk in Antwerpen voor geijverd om het christelijk geloof te herstellen.
Teneinde de gedachtenis aan het werk van deze heilige levendig te houden, werd aldus gevolg gegeven aan het voorstel van het aartsbisdom.
Pastoor Karel Van Aerden werd in juli 1900 benoemd tot directeur van de Zusterkes der Armen te Antwerpen. Hij en zijn opvolger, E.H. Lauwers, werden ingevolge de uitbreiding van de wijk geconfronteerd met een dringende nood aan een ruimer kerkgebouw. De precieze bouwplaats maakte het onderwerp uit van vele kopzorgen, maar uiteindelijk werd beslist de kerk op te trekken op het terrein gelegen op de hoek van de Dageraadplaats en de Korte Altaarstraat.
Architect Frans Ernest Dieltiens (°Grobbendonk 18 april 1844, †Pulderbos 1920), die eerste laureaat was van de "Prijs van Rome 1871" (afdeling Bouwkunde), werd aangesteld als bouwmeester. Op 20 september 1901 volgde de aanbesteding die door Louis G. Jansen-Van der Veeken in de wacht werd gesleept. Nog tijdens datzelfde jaar, op 15 december, werd de bouwvergunning verleend en bijgevolg konden de grondwerken aanvangen. De eerste steen werd op 15 mei 1902 gelegd door kardinaal Petrus Lambertus Goossens en minder dan twee jaar later, op 7 mei 1904, zegende deken Theophiel Jan Emmanuel Roucourt (van Sint-Willibrordus te Berchem) de kerk voorlopig in. Aldus kon het nieuwe gebedshuis op de eerstvolgende zondag door de parochiekinderen reeds gebruikt worden voor de plechtigheid van de Eerste Communie.
De definitieve inzegening door monseigneur Goossens vond enkele maanden later plaats, op 29 september 1904. Dit gebeurde nadat twee van de drie klokken op 8 september waren gewijd. De derde klok volgde in januari 1905.
In juni 1926 overleed pastoor Lauwers, bezieler en oprichter van de huidige Sint-Norbertuskerk.
De twee wereldoorlogen richtten beide schade aan. Alhoewel deze tijdens de Eerste Wereldoorlog enigszins beperkt was, bleek ze des te groter tijdens de Tweede Wereldoorlog. Zo ontvreemdde de bezetter op 27 mei 1943, op 5 november 1943 en op 3 februari 1944 een voor een de drie klokken uit de toren. Daarbij bekommerde hij zich niet om de schade die aan het metselwerk veroorzaakt werd.
Bovendien leed de kerk averij door het neervallen van vliegende bommen in de onmiddellijke omgeving tijdens de periode van oktober 1944 tot mei 1945. Slechts in 1951 konden de gestolen klokken vervangen worden. De nieuwe, gegoten door de firma Georges Slegers uit Tellin (Wallonië), werden op 1 juli van dat jaar gewijd door Emiel Jozef De Smedt, toen hulpbisschop van Mechelen.

## Interieur
De volgende elementen van het interieur werden ontworpen door architect Dieltiens zelf:
- het hoogaltaar: beeldhouwwerk in witte steen van Savonnière bewerkt door de befaamde Antwerpse beeldhouwer Jan Gerrits (1844-1922);
- de zijaltaren: gebeeldhouwd in witte steen door de Antwerpse beeldhouwer V. Mutsaers, tezamen met de Borgerhoutse gebroeders Van Beylen;
- de biechtstoelen: beeldhouwwerk van de hogergenoemde gebroeders Van Beylen;
- de mozaïekvloer: gelegd door de Brusselse firma P. Pellarin uit Molenbeek.

Het hoogaltaar, geplaatst in 1904, is een bas-reliëf dat voorstellingen weergeeft uit het leven van Sint-Norbertus. Links ziet men zijn prediking te Antwerpen, en rechts het door hem bekomen herstel van de eerbied voor het H. Sacrament.
Het zijaltaar in de kruisbeuk, links, stelt het Heilig Hart voor. Het zijaltaar rechts stelt Onze-Lieve-Vrouw van Altijddurende Bijstand voor. Beide werden gebouwd in 1904.
De Antwerpse edelsmid W.H. Haan & Zn. maakte de bekleding van het tabernakel. Hij leverde bovendien zes koperen kandelaren en de godslamp waarin een draak als gemeenschappelijk element herkend wordt.
Jos Junes, eveneens edelsmid te Antwerpen, leverde de koperen luchters.
Jean Baptiste Anthony (1854-1930) schilderde de retabelen boven de zijaltaren.
De grote indrukwekkende glasramen anno 1906 in de kruisbeuk gebouwd, zijn het oeuvre van de Brugse glazenier Jules Dobbelaere.
De kleinere in het hoogkoor zijn vervaardigd door de glazeniers Jules-Adrien Capronnier (1838-1914) en F.A. Comère (1855-?) uit Brussel. In het midden ziet men de voorstelling van Christus Koning, links de apostel Petrus en rechts Paulus.
In de zijbeuken, ongeveer ter hoogte van de kruisbeuk, bevinden zich twee kleine glasramen die vervaardigd werden door de glazenier Eugeen Yoors (1850-1910) uit Antwerpen. Het ene raam stelt Franciscus van Assisi voor. In het andere herkent men Theresia van Ávila.
Nabij het orgel, boven het hoofdportaal, ziet men een groot roosvenster dat gebouwd werd door de Brusselse glazenier Edward Steyaert. Dit was een schenking van baron A. Van de Put.
Ook op talent uit het buitenland werd beroep gedaan: de symbolen en taferelen in kunstmozaïek, achteraan in de kerk, boven de portaaldeuren, werden vervaardigd door J.D. Facchina uit Parijs.
Het boven het hoogaltaar geplaatste beeld van Sint-Norbertus, de eikenhouten preekstoel evenals de kruisweg zijn alle beeldhouwwerk van Jan Gerrits.
De preekstoel uit 1904 geeft vijf taferelen uit het Nieuwe Testament weer:
- Jezus te gast bij Maria en Martha,
- de prediking door Jezus: de parabel van de zaaier,
- nogmaals de prediking door Jezus: de bergrede,
- de wonderbare visvangst,
- de ontmoeting met de Samaritaanse vrouw aan de waterput.

De taferelen zijn van elkaar gescheiden door beeldjes, onder meer van Benedictus van Nursia.
In de zijbeuken treft men enige beelden aan: zo onder meer van Jozef van Nazareth, de heilige Antonius en Gerardus van Brogne. Zij zijn het werk van Jules Weyns.
Het beeld van de heilige Theresia is vervaardigd door de Borgerhoutse kunstenaar Rik Sauter.
De schilderingen op het hoogste deel van de muren vormen een zeer opvallend element in het interieur. Boven het hoogkoor zijn zij het werk van de Berchemse kunstschilder (tevens directeur van de kunstacademie in dezelfde gemeente) Jos Ratinckx. Deze leverde ook het aanvankelijke ontwerp voor de schilderingen in de middenbeuk, maar de praktische uitvoering hiervan gebeurde door K. Van de Oever en Tony Van Os (1886-1945).
Vooreerst waren ook de lagere muurdelen van de kerk met schilderingen versierd. Zij waren het werk van het Antwerpse atelier A. en F. Veranneman, maar zijn niet bewaard gebleven. Zij werden in de loop der jaren met witte verf overschilderd.
Het mechanische orgel van François-Bernard Loret uit Dendermonde stond oorspronkelijk opgesteld in de 17e-eeuwse voorganger van de Sint-Willibrorduskerk aan de Kerkstraat. Met zekerheid weet men dat dit orgel daar reeds in 1849 aanwezig was. In 1908 werd het verkocht aan de Sint-Norbertuskerk. Sedertdien heeft het een aantal veranderingen en uitbreidingen ondergaan, die uitgevoerd werden:
- in 1924 door Jos Stevens uit Duffel,
- in 1998 en later door orgelbouwer Leopold Lombaerts uit Meerbeke (Ninove).

Er zijn in België slechts weinig Loret-instrumenten overgebleven. Dit maakt het orgel van de Sint-Norbertuskerk des te meer waardevol.

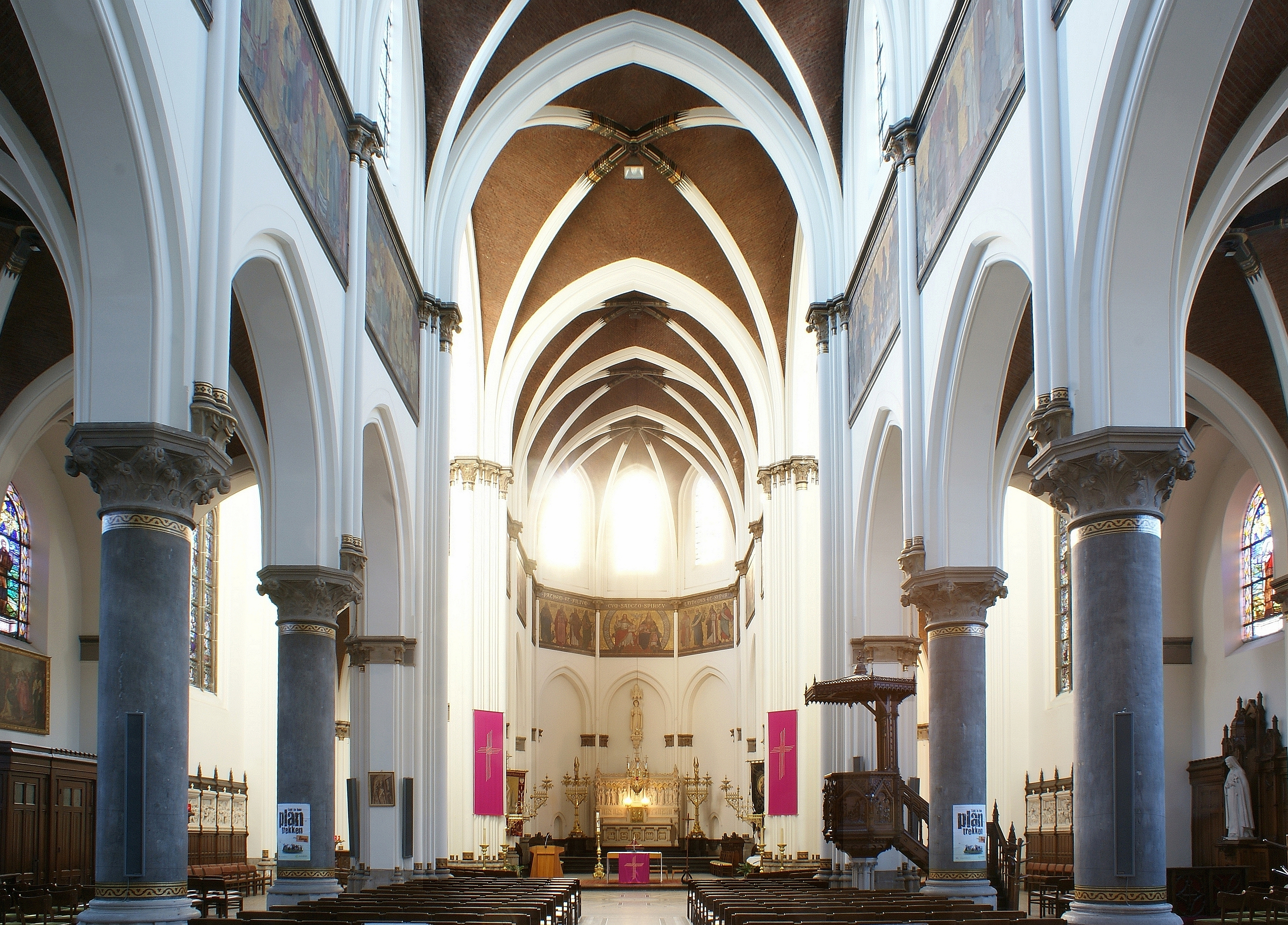
Middenbeuk
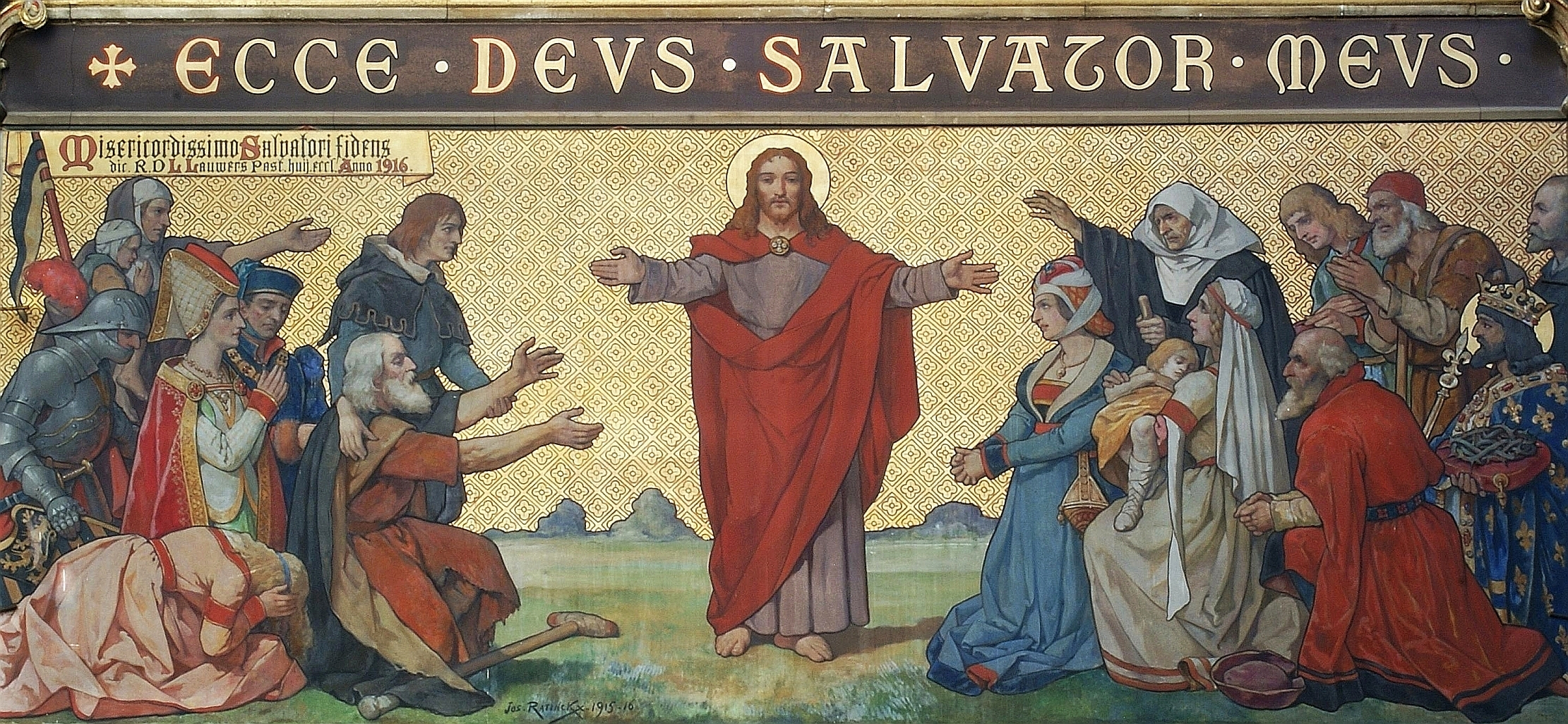
Muurschildering (detail)
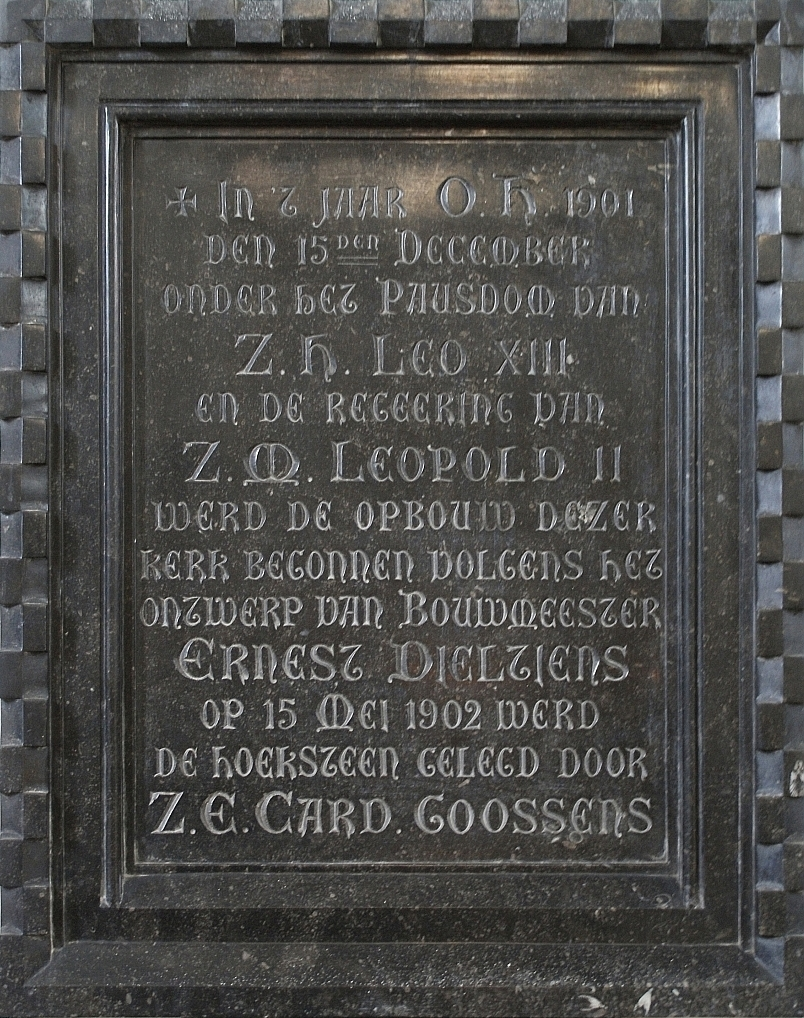
Gedenksteen
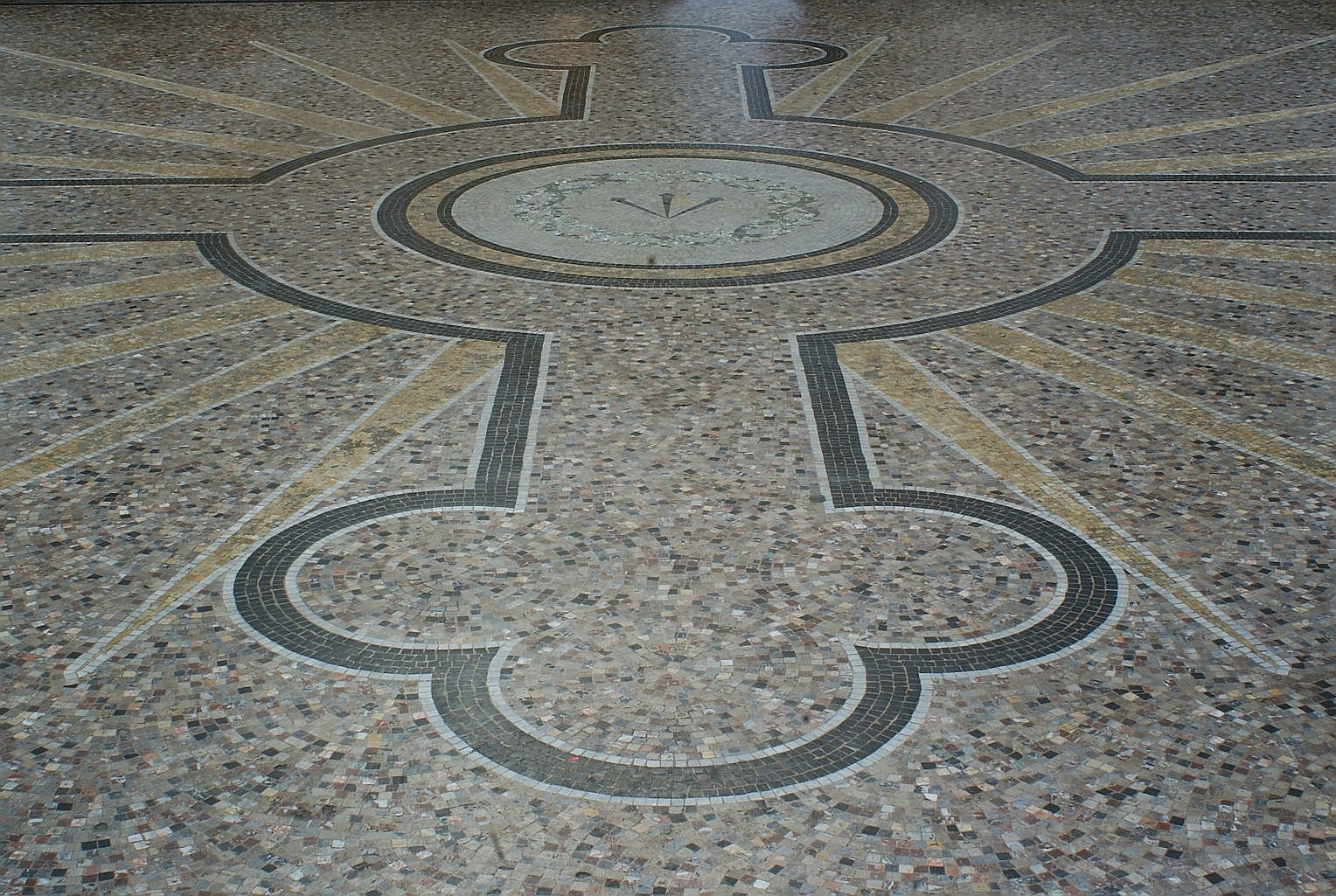
Mozaïekvloer (detail)
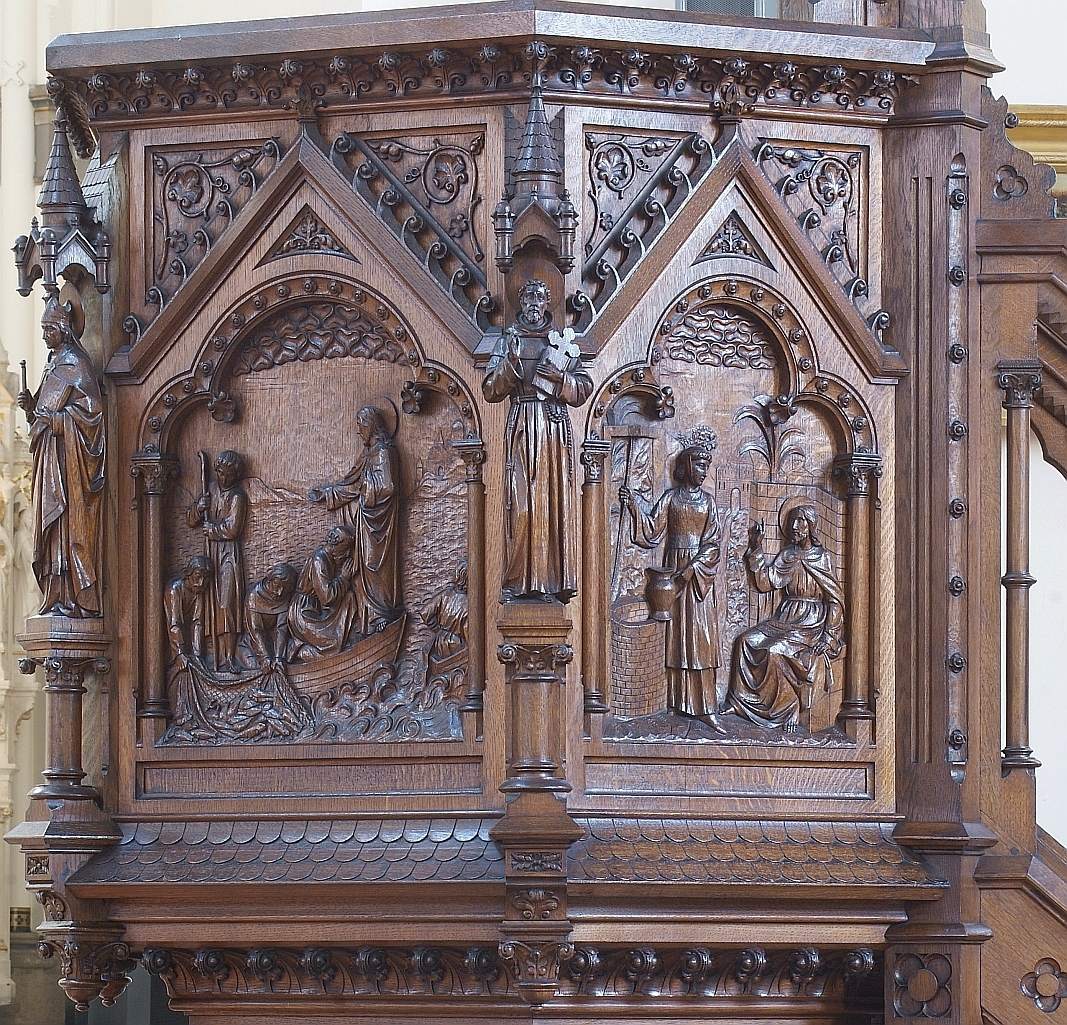
Preekstoel (detail)